# Ōshima Hiroshi (Zoologe)
Ōshima Hiroshi (japanisch 大島 広; * 5. November 1885 in der Präfektur Ōita; † 6. März 1971; geboren als Nomura Hiroshi; jap. 野村 広) war ein japanischer Zoologe.
Nachdem er 1909 ein Studium der Zoologie an der Kaiserlichen Universität Tokio abgeschlossen hatte, wurde er Lehrer einer Tokioter Oberschule (1914–1919). Bis 1922 hielt begab er sich zu Studienzwecken in die USA und nach England. Eine erste Professur hielt er 1922–28 an der Universität Kyūshū. 1924 promovierte er zum Dr. rer. nat. 1928 folgte der Ruf an seine alma mater. Er wurde 1956, beim Erreichen der Altersgrenze, emeritiert.
Ōshima war verheiratet mit der ältesten Tochter Ōshima Takekikos, in deren Familie er adoptiert wurde. Zusammen hatten sie drei Kinder, davon eine Tochter.
Er war Mitglied der japanischen Akademie der Wissenschaften, der japanischen Esperanto-Gesellschaft, dem YMCA und der Japanischen Zoologischen Gesellschaft.

## Quelle
- Berend Wispelwey (Hrsg.): Japanese Biographical Archive. K.G. Saur, München 2007, ISBN 3-598-34014-1
- 講談社 デジタル版: 日本人名大辞典

| Personendaten    | Personendaten       |
| ---------------- | ------------------- |
| NAME             | Ōshima, Hiroshi     |
| KURZBESCHREIBUNG | japanischer Zoologe |
| GEBURTSDATUM     | 5. November 1885    |
| GEBURTSORT       | Präfektur Ōita      |
| STERBEDATUM      | 6. März 1971        |